# 안사 이코넨
안사 이코넨(Ansa Ikonen, 1913년 12월 19일 ~ 1989년 5월 23일 )은 핀란드의 배우, 가수이다. 제1회 유시상 여우주연상 수상자이다.

## 출연 작품
- 헬싱키, 포에버 (2008)
- 텔레폰 (1977)